# The Originals
|  | Per a altres significats, vegeu «The Originals (sèrie de televisió)». |

The Originals és una compilació dels tres primers àlbums de la banda Kiss.

## Llista de cançons
Disc 1
1. Strutter – 03:10
2. Nothin' to Lose – 03:27
3. Firehouse – 03:17
4. Cold Gin – 04:22
5. Let Me Know – 02:58
6. Kissin' Time – 03:52
7. Deuce – 03:06
8. Love Theme From Kiss – 02:24
9. 100,000 Years – 03:22
10. Black Diamond – 05:13

Disc 2
1. Got to Choose – 03:54
2. Parasite – 03:01
3. Goin' Blind – 03:36
4. Hotter Than Hell – 03:31
5. Let Me Go, Rock 'n' Roll – 02:14
6. All the Way – 03:18
7. Watchin' You – 03:43
8. Mainline – 03:50
9. Comin' Home – 02:37
10. Strange Ways – 03:18

Disc 3
1. Room Service – 02:59
2. Two Timer – 02:47
3. Ladies in Waiting – 02:35
4. Getaway – 02:43
5. Rock Bottom – 03:54
6. C'mon And Love Me – 02:57
7. Anything for My Baby – 02:35
8. She – 04:08
9. Love Her All I Can – 02:40
10. Rock and Roll All Nite – 02:49